# Louis Wilhelm Uhlendorff

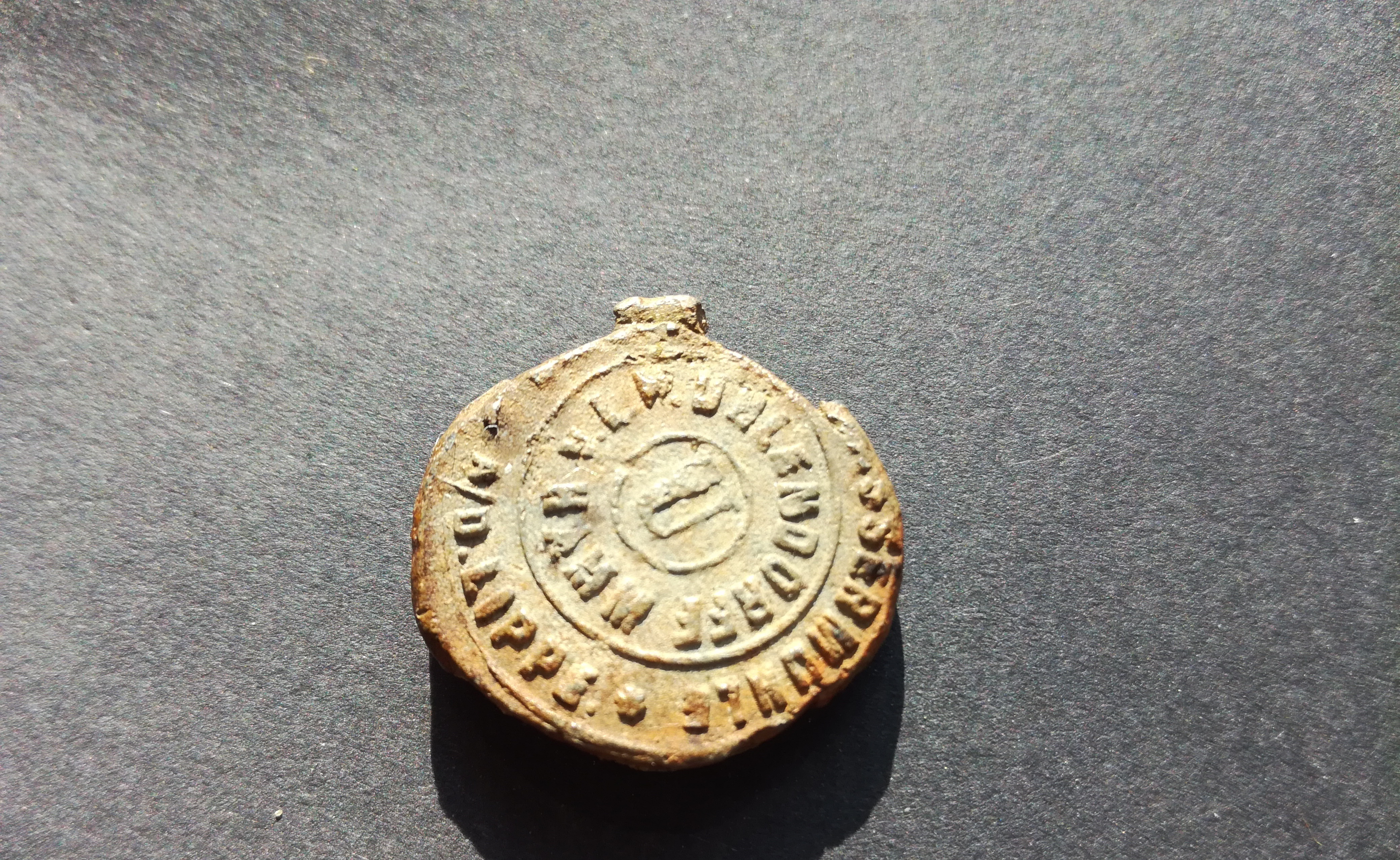
Die Vorderseite einer von Uhlendorffs Mühle verwendeten Getreideplombe

Louis Wilhelm Uhlendorff (* 7. April 1824 in Hamm; † 15. Oktober 1905 ebenda) war Mühlenbesitzer und Mitglied des Deutschen Reichstags.

## Leben
Uhlendorff war Mühlenbesitzer in Hamm und Mitglied der Stadtverordnetenversammlung von 1853 bis 1890 sowie zeitweise deren Vorsteher. Von 1856 bis 1886 war er Mitglied des Westfälischen Provinziallandtags und von 1867 bis 1888 war er Mitglied des Preußischen Abgeordnetenhauses.
Zwischen 1890 und 1893 war er Mitglied des Deutschen Reichstags für den Reichstagswahlkreis Fürstentum Lippe und vertrat die Deutsche Freisinnige Partei.
Die von ihm geführte Mühle gewann 1855 einen Preis auf der Pariser Weltausstellung.

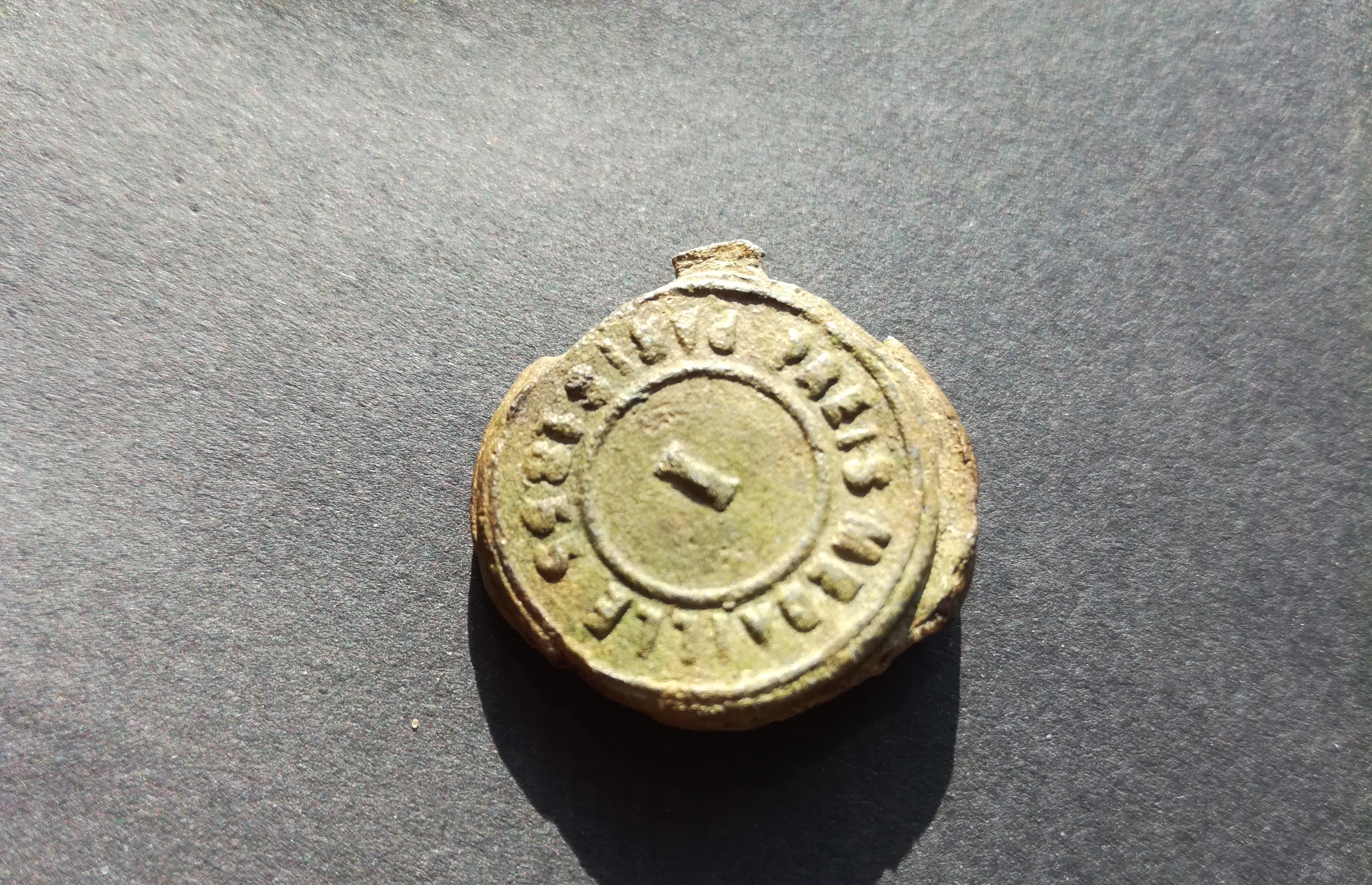
Die Rückseite der Plombe wirbt mit dem errungenen Preis der Pariser Weltausstellung 1855

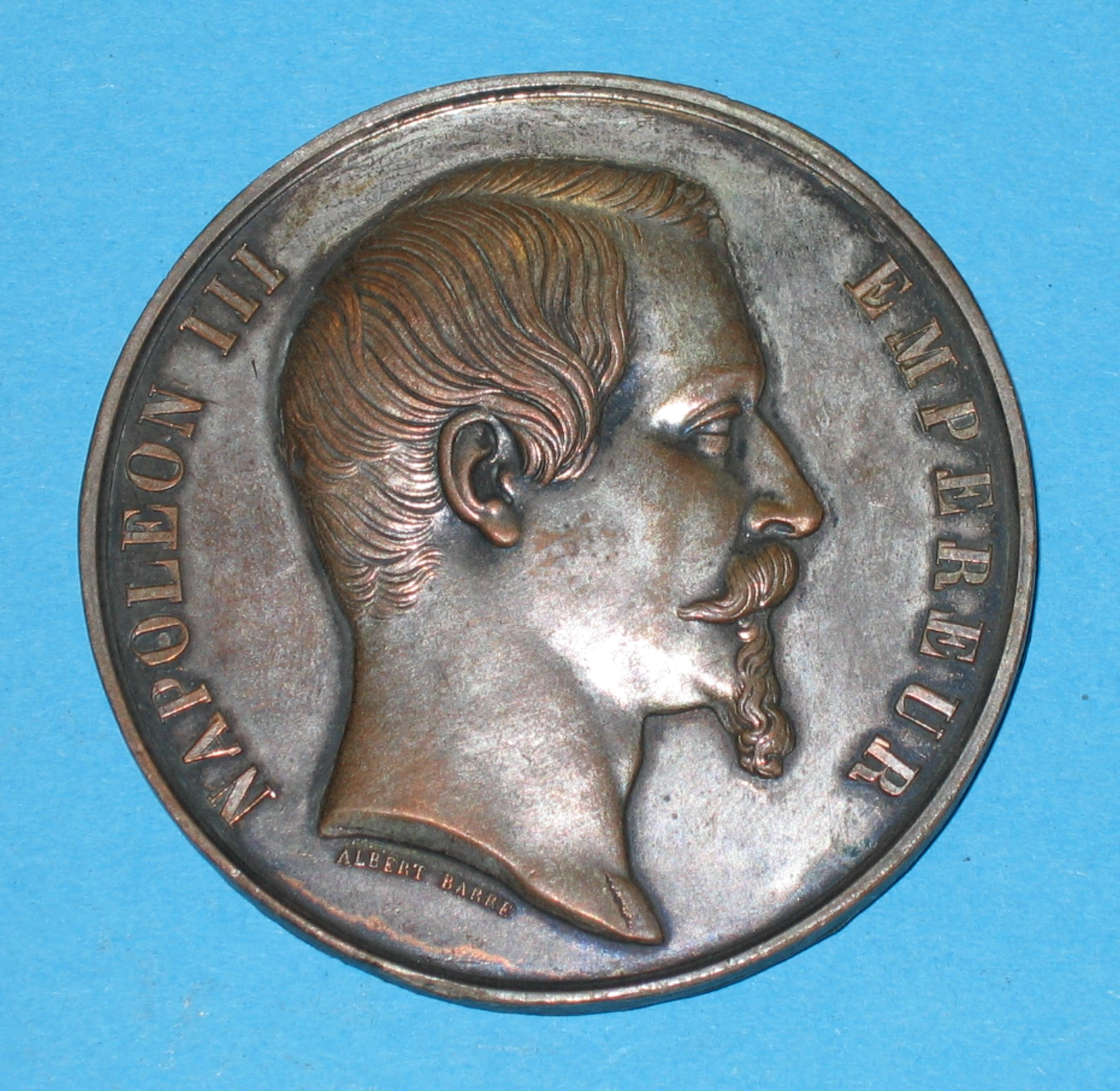
Auf eine derartige Medaille bezieht sich die Plombe.